# Тачикава
Тачикава е град в префектура Токио, Япония. Населението му е 180 214 жители (по приблизителна оценка от октомври 2018 г.), а площта му e 24,38 km². Намира се в часова зона UTC+9. Основан е през 1940 г. Разположен е на 40 km западно от центъра на Токио.

## Побратимени градове
- Сан Бернардино, Калифорния, САЩ